# 행국이
행국이는 쇼 비디오 자키인기 프로그램이었던《쓰리랑부부》의 등장인물이며, 개이다.  뜨거운 조명과 강제적인 연기는 개들에게 큰 스트레스를 남길 수 있어서 매주 다른 개들이 출연해 행국이 역할을 맡았다.